# Douglas Aircraft
Douglas Aircraft (oficiální název The Douglas Aircraft Company) byla americká letecká firma založená v červenci 1921 Donaldem Willsem Douglasem, Sr. (6. dubna 1892-1. února 1981) ve městě Santa Monica v Kalifornii.

## Historie

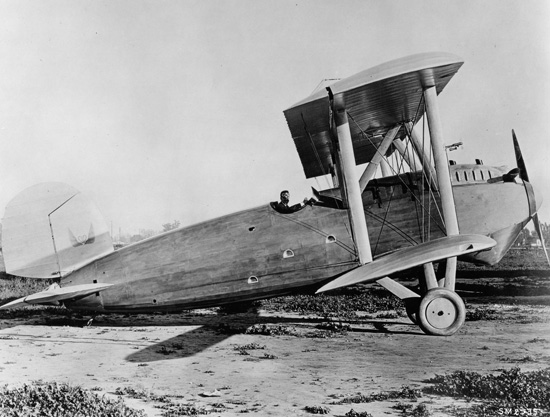
Douglas Cloudster

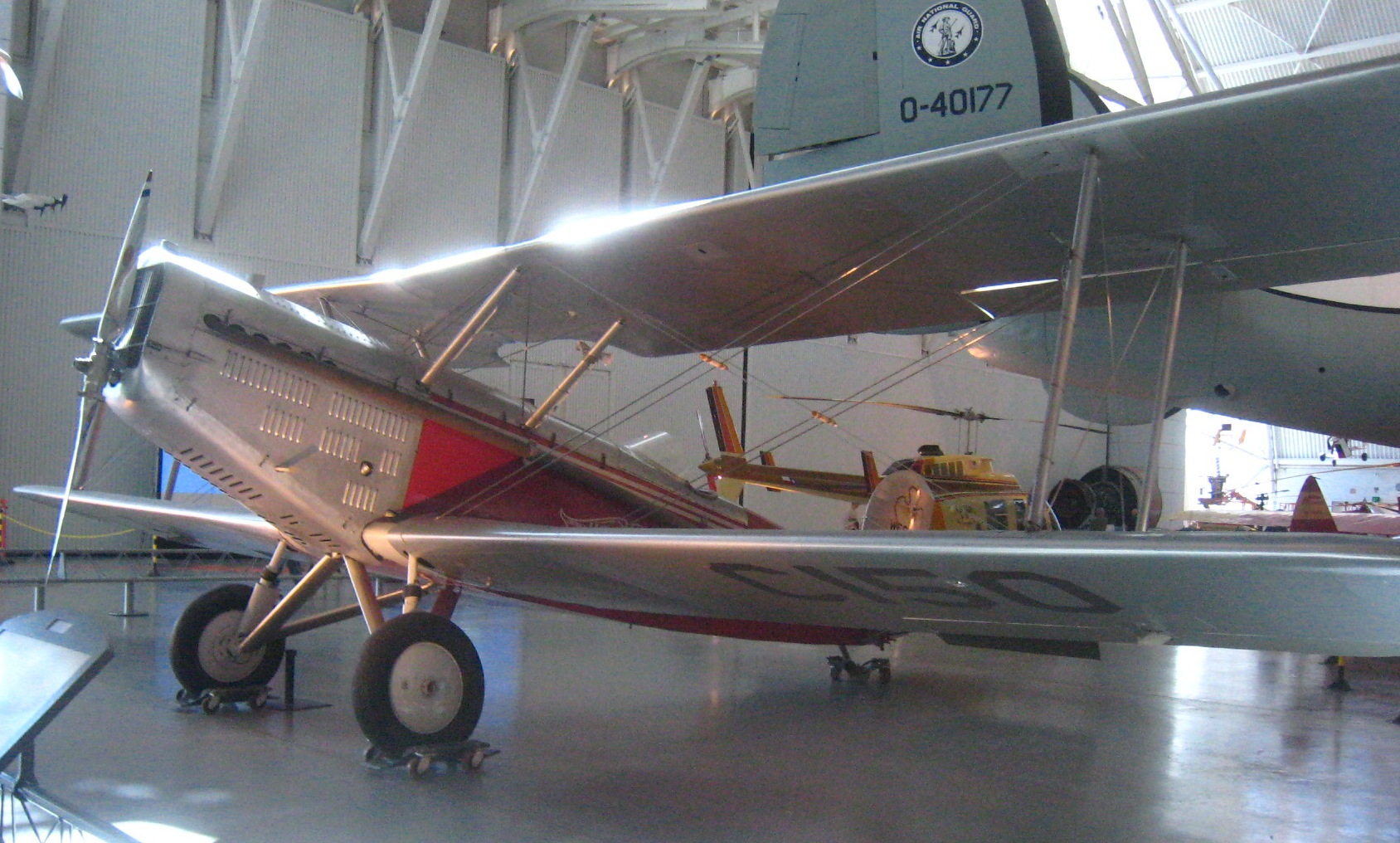
Douglas M-2

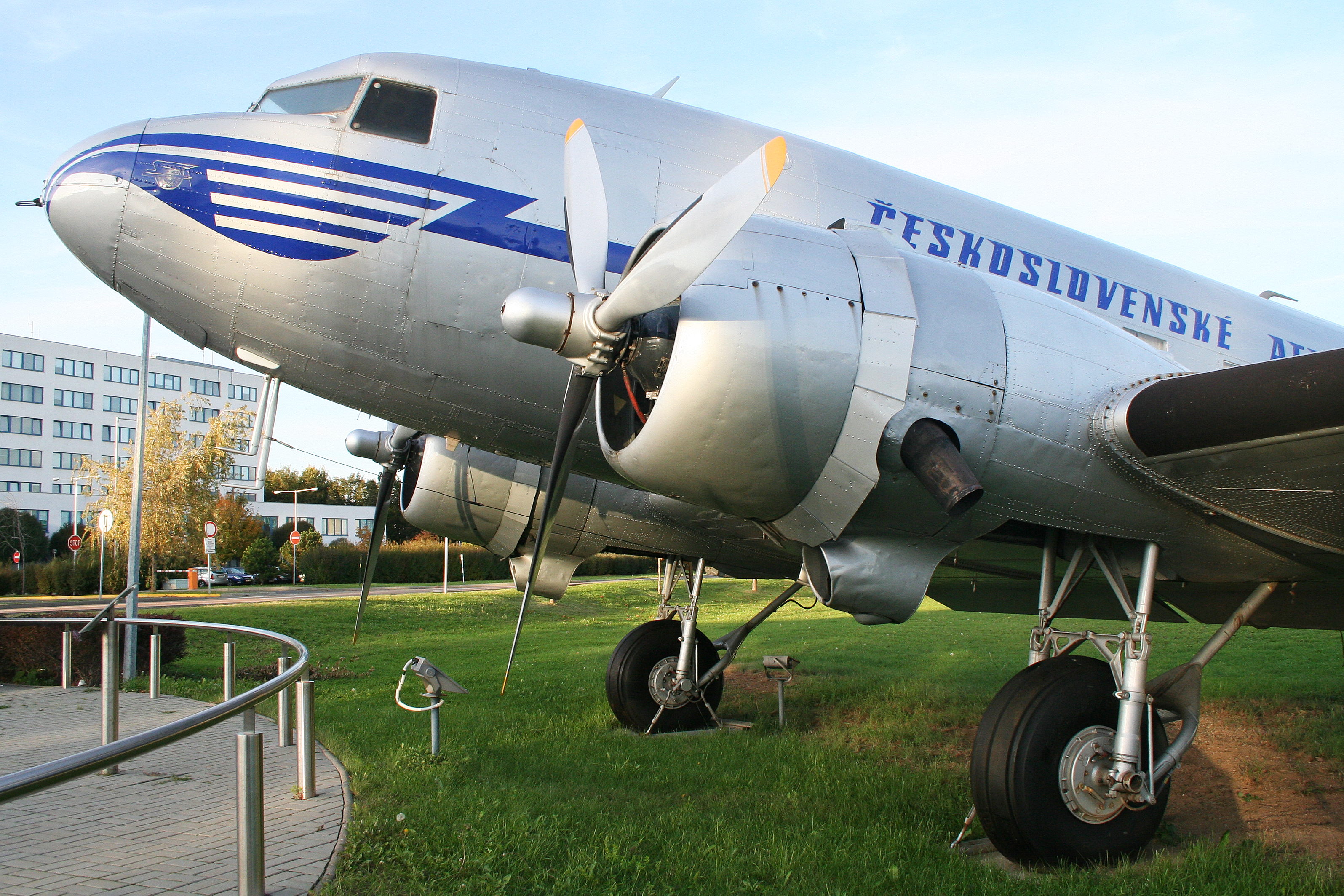
Douglas DC3-229 OK-XDM (8231188626)

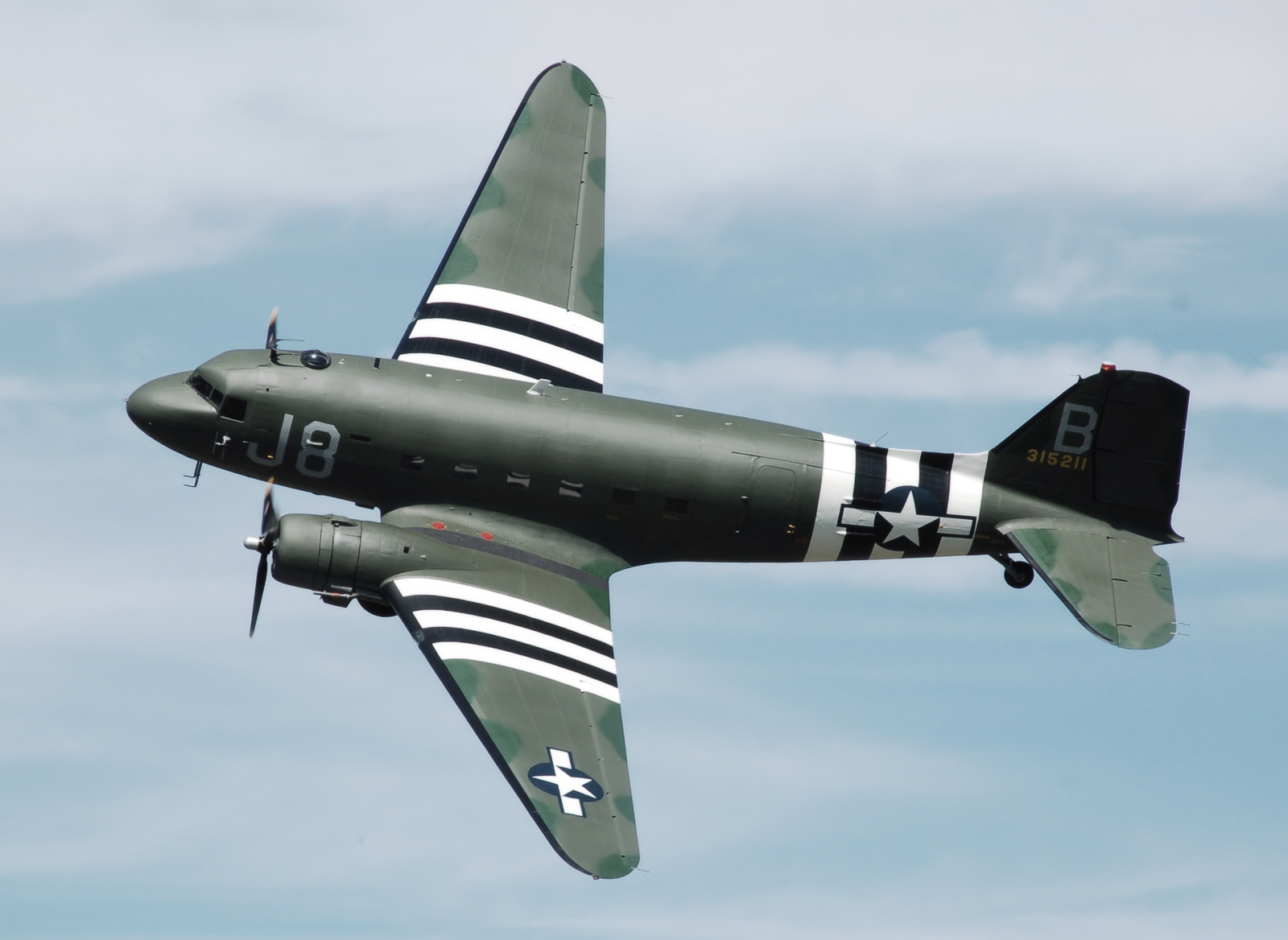
C-47A Skytrain, vojenská verze stroje DC-3 během letu v Anglii v roce 2010.

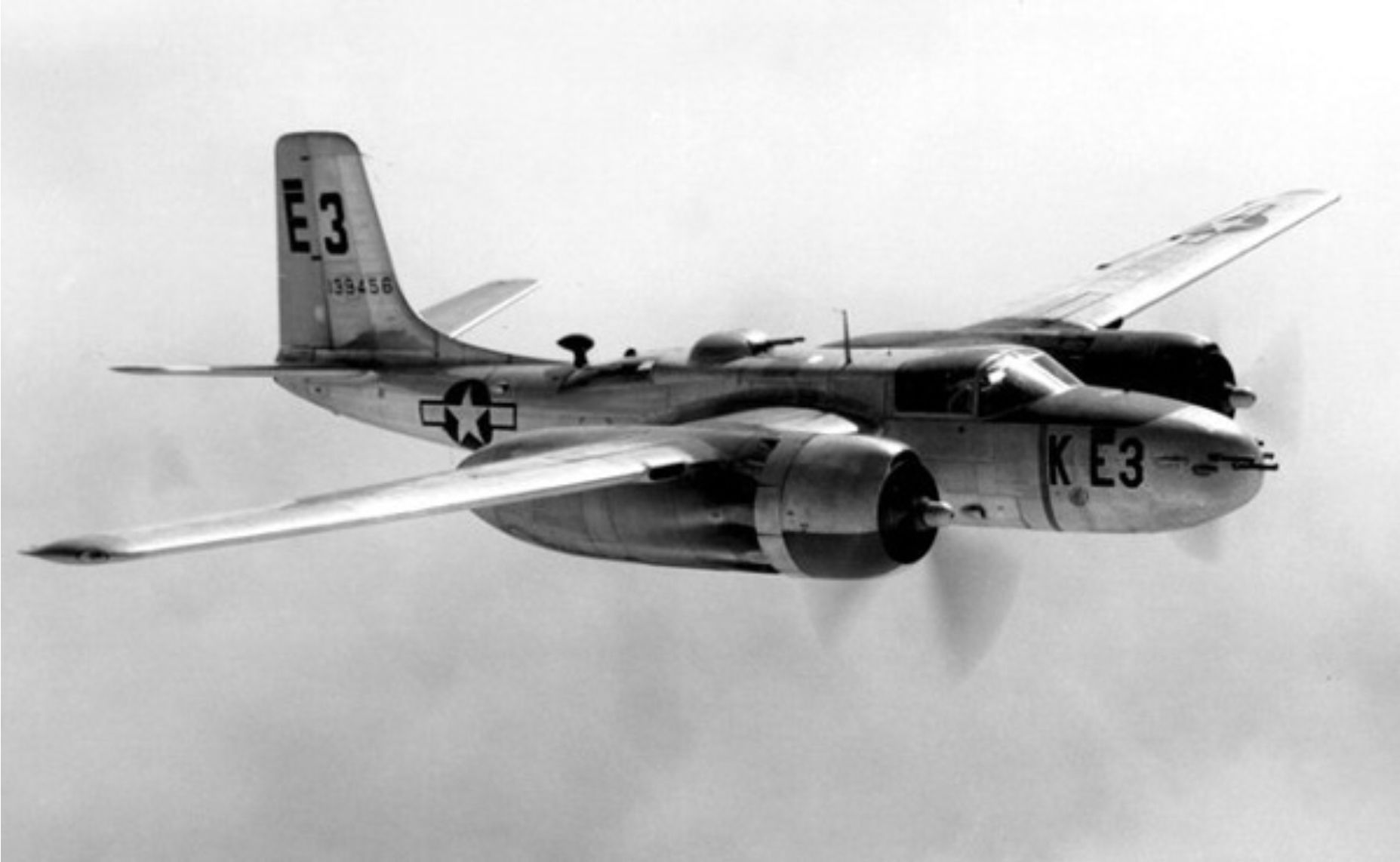
Bombardovací a bitevní letoun Douglas A-26 Invader

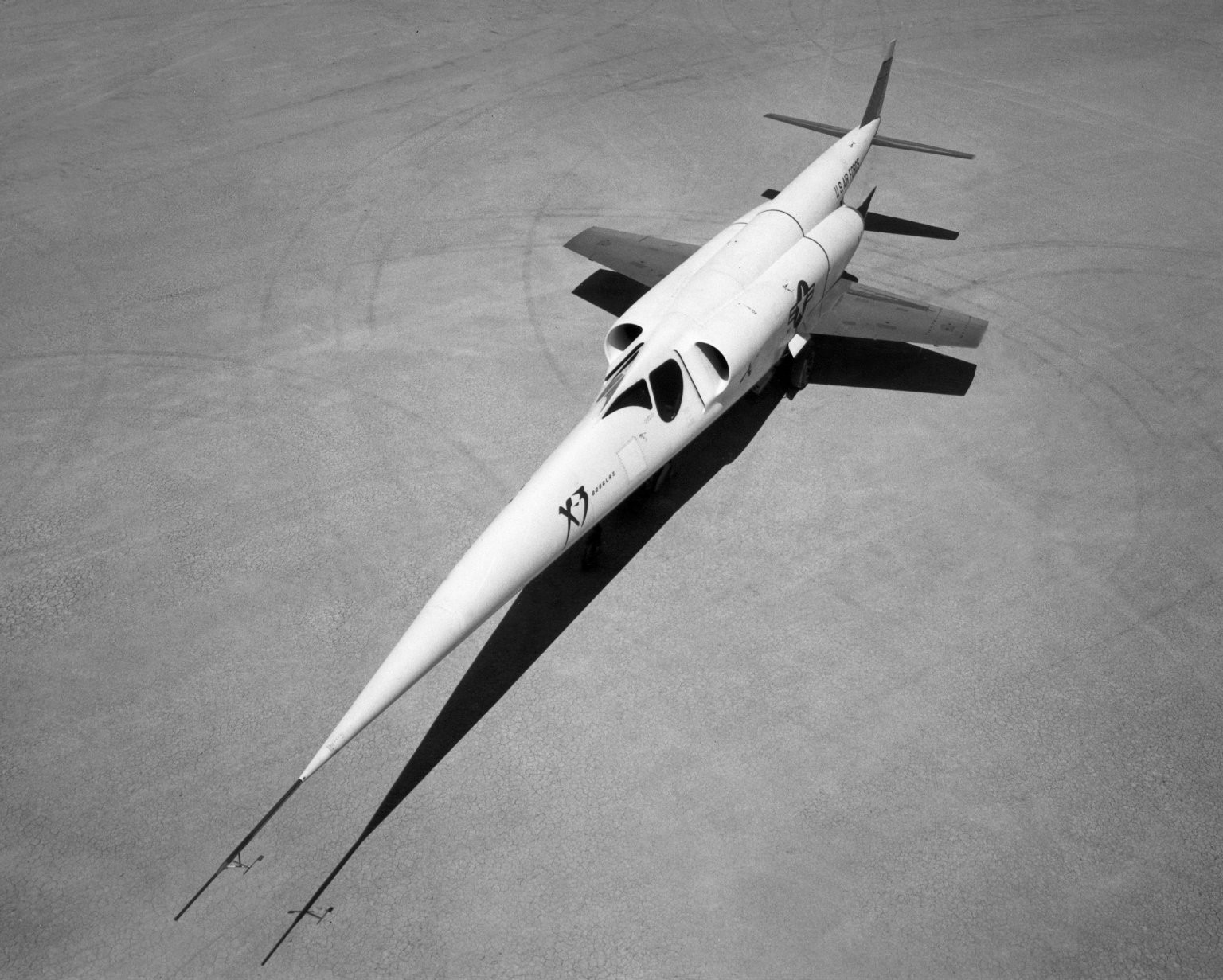
Experimentální letoun Douglas X-3

Prvním strojem se jménem Douglas v názvu se stal dřevěný dvoumístný dvouplošník s plátěným potahem Douglas Cloudster s pohonnou jednotkou Liberty. Tento letoun, který poprvé vzlétl 24. února 1921, vznikl v konstruktérově předchozí firmě, založené 22. července 1920 společně s partnerem Davidem R. Davisem. Davis-Douglas Company sídlila v Los Angeles a její počáteční hotovostní kapitál činil pouze 600 dolarů. 27. června 1921, při pokusu o rekordní let, vysadil Cloudsteru nad Texasem motor a stroj nouzově přistál. Letoun nakonec odkoupil T. Claude Ryan, přestavěl jej na desetimístný luxusní dopravní stroj a používal u své letecké společnosti Ryan Airlines.
Samotná společnost Douglas Company vznikla tím, že začala produkovat pro vojenské námořnictvo US Navy torpédonosné letouny, upravené z původního typu Cloudster. V opuštěných filmových ateliérech v Santa Monice Douglas vyráběl také pozorovací letouny pro Army Air Corps a na trh uvedl ekonomický jednomotorový dvouplošník Douglas M-2, určený pro civilní provoz na poštovních tratích.
Opravdový věhlas přinesl společnosti Douglas projekt na skupinový oblet světa piloty US Army, provedený na třech dvouplošnících DWC (Douglas World Cruisers) roku 1924. Letouny mohly zaměňovat kolové podvozky za lyže nebo velké plováky. Tento první oblet zeměkoule trval šest měsíců a byl dlouhý 44 342 km, samotná letová doba činila 15 dní, 11 hodin a 7 minut. DWC se tak zároveň staly prvními letouny, které přeletěly Pacifik.
V roce 1928 došlo k firemní reorganizaci a do obchodního rejstříku byl zanesen název The Douglas Aircraft Company. V roce 1932 firma vstoupila do obchodně dopravního letectví nabídkou stroje Douglas Comercial Number One, čili DC-1. Letoun zalétaný v červenci 1933 byl natolik pokrokovější, než předchozí typy letadel, že téměř každý let se stal novým rekordem.
V období překonávání rekordů při předváděcích a zkušebních letech využili Douglasovi konstruktéři výhod zlepšených motorů a DC-1 pro sériovou výrobu zvětšili. Zároveň byla zvýšena zásoba paliva a 20 strojů dodaných společnosti TWA podle smlouvy již neslo označení DC-2. Pojaly 14 cestujících, což bylo o dva více než DC-1 s podstatně větším doletem bez mezipřistání. První let byl proveden v květnu 1934 a již v tomto roce DC-2 s imatrikulací PH-AJU pojmenovaný „Uiver“ použily holandské aerolinie KLM v Robertsonově závodě z Londýna do Melbourne. DC-2 v konkurenci dvacítky vysokorychlostních speciálů skončil na druhém místě. Tento úspěch přinesl firmě Douglas další objednávky a do roku 1938 tak dala výroba 193 kusů DC-2.
Před dodáním všech DC-2 zákazníkům navrhl letecký dopravce American Airlines rozšíření trupu DC-2 pro instalaci spacích lůžek. Letoun by se tak mohl používat na nočních transkontinentálních spojích z východního pobřeží USA na západní a zpět. Douglas proto přímo pro tohoto leteckého dopravce zkonstruoval typ DST (Douglas Sleeping Transport), který byl zalétán v prosinci 1935.
Inženýři v Santa Monice využili širokého trupu k montáži dalších sedadel ve standardním denním letadle, čímž se jejich počet zvýšil ze 14 na 21. Toto nové provedení se následně stalo legendárním strojem DC-3. V určitém časovém úseku letecké přepravy tvořily letouny DC-3 více než 90% veškerého civilního leteckého provozu. Výroba typu byla ukončena v roce 1946, kdy se dokončovaly poslední civilní stroje z odřeknutých, ale již rozpracovaných vojenských zakázek. Pod značkou Douglas bylo vyrobeno 803 civilních DC-3 a 10 123 vojenských variant bylo konvertováno pro civilní potřeby. V dalších létech se i jiné C-47, C-53, C-117 a námořní R4D staly rovněž civilními DC-3. Už za II. světové války japonské firmy Showa a Nakadžima postavily v licenci 485 vojenských letounů podle DC-3 jako L2D a v SSSR vzniklo v létech 1938 až 1953 celkem 5 207 licenčních strojů označených nejprve jako PS-84, následně jako Lisunov Li-2.
Dalším úspěšným dopravním typem společnosti Douglas byl čtyřmotorový DC-4, který dosáhl počtu 1 244 vyrobených strojů včetně vojenských verzí C-54. Následovaly typy DC-6 (538 letounů), DC-7 (336 letounů), proudové DC-8 (294 kusů) a další prodloužené DC-8 Super 61, 62 a 63, DC-9 (976 kusů), DC-10 (446 letounů).
V roce 1967 se firma spojila se společností McDonnell Aircraft Corporation, čímž vznikla firma McDonnell Douglas. Výroba civilních dopravních strojů pokračovala typy MD-11 (200 letounů), MD-80 (1 191 exemplářů) a MD-90 (114 strojů).
Poslední typ z řady MD-95 vzlétl v září 1998. Následkem fúze byl již označen jako Boeing 717, nadále se však vyráběl v Douglas Aircraft Products Boeing.
K úspěšným vojenským Douglasovým typům patří Douglas SBD Dauntless, Douglas A-20, Douglas A-26 Invader, Douglas A-1 Skyraider, Douglas A-3 Skywarrior, Douglas A-4 Skyhawk, C-54 Skymaster, C-118, C-124 a C-133. Do výrobního portfolia společnosti Douglas patřila také výroba raket a kosmických prostředků.
Donald W. Douglas byl podnikovým prezidentem do roku 1957, kdy tuto funkci převzal jeho syn Donald W. Douglas Jr. Zakladatel společnosti zůstal předsedou správní rady Douglas Aircraft Company až do spojení s koncernem McDonnell Aircraft Corporation v roce 1967, v té tobě však ve věku 75 let odešel do důchodu. Zůstal ovšem čestným předsedou McDonnell Douglas až do své smrti.